# Chaunax tosaensis
Chaunax tosaensis är en fiskart som beskrevs av Okamura och Oryuu, 1984. Chaunax tosaensis ingår i släktet Chaunax och familjen Chaunacidae. Inga underarter finns listade i Catalogue of Life.